# Marcolino Gomes Candau
Marcolino Gomes Candau (Rio de Janeiro, 30 de maio de 1911 – Genebra, 23 de janeiro de 1983) MPH, FRCP, M.D. foi um médico brasileiro ligado às Nações Unidas. Foi o primeiro brasileiro a dirigir um organismo especializado da ONU, a Organização Mundial de Saúde (OMS).

## Biografia
Candau nasceu no Rio de Janeiro e estudou Medicina na Universidade Federal Fluminense. Foi médico do departamento de saúde do estado antes de iniciar o Mestrado em Saúde Pública na Universidade Johns Hopkins, nos Estados Unidos.
Retornou ao Brasil, trabalhou no departamento de saúde pública do estado e foi Superintendente do Serviço Especial de Saúde Pública, antes de se juntar ao serviço da Organização Mundial da Saúde, em Genebra, em 1950, como diretor da Divisão da Organização de Serviços de Saúde para as Américas.
No ano seguinte, foi apontado Diretor-Geral Assistente. Em 1952, mudou-se para Washington para assumir o cargo de Diretor Assistente da Repartição Sanitária Pan-Americana, o escritório regional da OMS para as Américas. Em 1953, enquanto ocupava essa posição, foi eleito, aos 42 anos, como o segundo Diretor-Geral da OMS. Em 1958, 1963 e 1968, Candau foi re-eleito para quatro mandatos sucessivos no cargo, que ele ocupou até 1973. Entre 1936 e 1973, foi casado com Ena de Carvalho, com quem teve dois filhos, após o divórcio, casou-se com Sîtâ Reelfs, funcionária da OMS, em 1973. Morreu em 23 de janeiro de 1983, em Genebra.

## Ligações externa
Arquivo Pessoal de Marcolino Candau, sob a guarda da Casa de Oswaldo Cruz / Fundação Oswaldo Cruz